# Gus Wester
August Wester jr., detto Gus (Newark, 12 febbraio 1882 – Irvington, settembre 1960), è stato un lottatore statunitense.
Partecipò alle gare di lotta dei pesi gallo ai Giochi olimpici di Saint Louis 1904, dove riuscì a vincere la medaglia d'argento.

## Palmarès
In carriera ha conseguito i seguenti risultati:
- Giochi olimpici

St. Louis 1904: una medaglia d'argento nella lotta libera categoria pesi gallo.